# Seigneurie de Muire

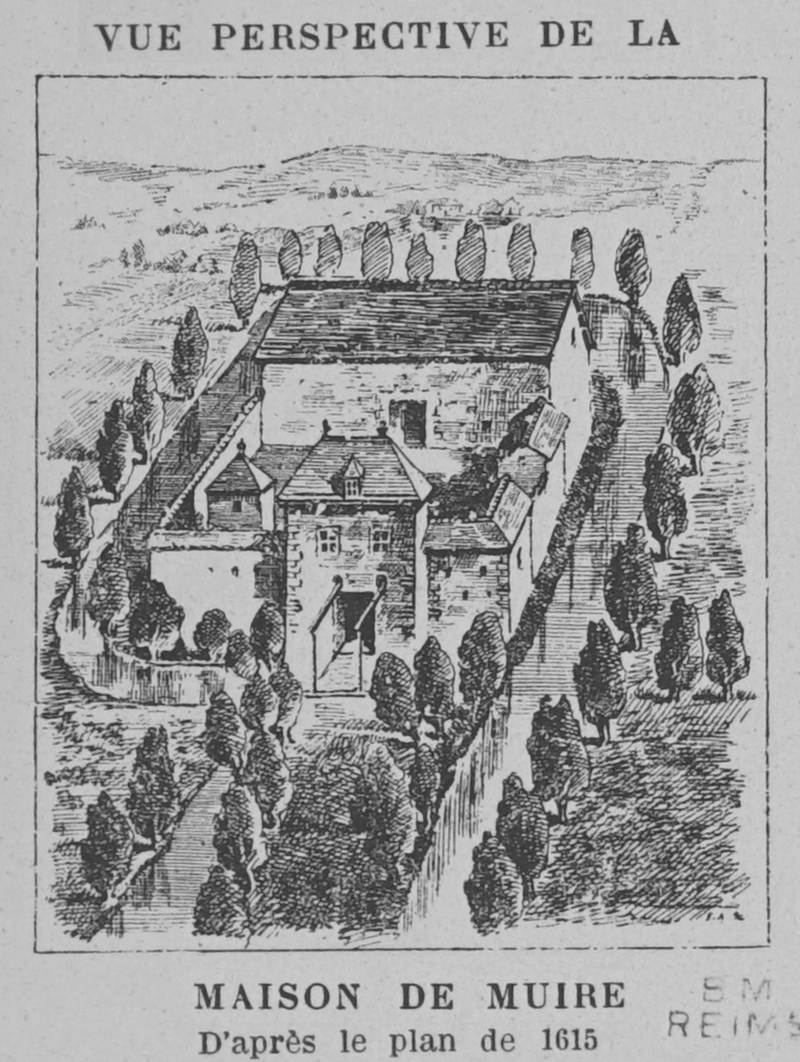
La Maison de Muire en bord de Vesle.

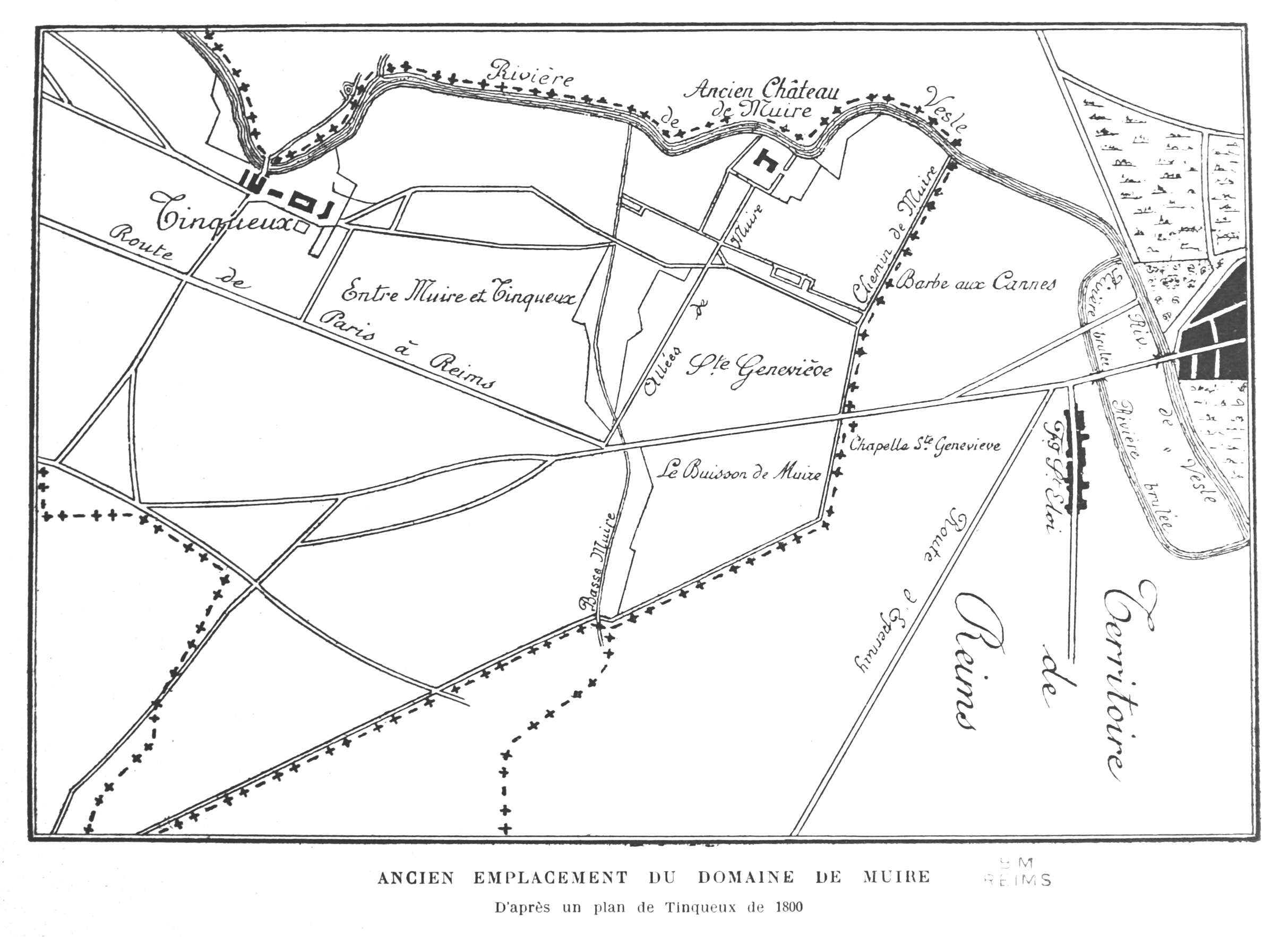
Carte de la seigneurie.

La seigneurie de Muire, en Champagne tire son nom, du ruisseau éponyme. C'est une ancienne seigneurie du Moyen Âge située à l'ouest de la ville de Reims.
Le titre de seigneur de Muire, Moyre, Mouire, Muyre, fut en usage du XIIe siècle au XVIIIe siècle.

## Seigneurs

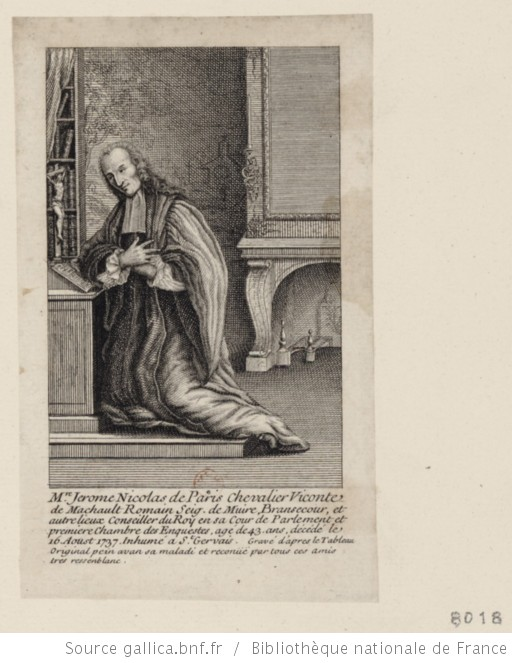
Jérôme de Paris, seigneur de Muire.

Les archives ne permettent pas de remonter avant le XIVe siècle.
- Damoiselle Agnès de Dormans, femme de Jacques Testant en 1395,
- Robert de Neelle, chevalier à la même date,
- Famille Lepoivre,
  - Marie Terton veuve de Nicaise Lepoivre, hommage le 10 septembre 1643,
  - Maurice Lepoivre, bourgeois de Reims, hommage le 20 septembre 1672,
  - Nicolas Lepoivre, bourgeois de Reims, hommage le 26 mai 1687,
  - Nicolas Lepoivre, bourgeois de Reims, fils du précédent, hommage le 4 avril 1715,
  - Maurice Joseph Lepoivre, bourgeois de Reims, hommage le 21 août 1744,
  - Mesdemoiselles Marie-Anne, Marguerite-Thérèse et Catherine Lepoivre, filles du précédent, hommage le 8 août 1750.
- Famille Noël,
  - Nicolas Noël, seigneur d'Aumenancourt et Muire, lieutenant des habitants de Reims en 1556 hommage le 15 mai 1566,
  - Oudart Noël, seigneur d'Aumenancourt et Muire, lieutenant des habitants de Reims en 1576, hommage le 13 avril 1576,
- Famille Pâris 
  - Jacques de Pâris, épouse Simonne Noel, fille de Isabeau Coquebert et Oudart Noel, hommage le 29 août 1643,

...
- - Nicolas de Pâris, conseiller du roi en son Parlement, hommage le 8 février 1672,
  - François et Jérome de Pâris, hommage le 14 janvier 1715,
  - Jérôme-Nicolas de Pâris[3], chevalier et conseiller du roi en son Parlement, hommage le 10 décembre 1734 puis
- Anthoine Nicolas François Vidart marquis de Saint-Clair par achat et ce jusqu'à la Révolution française.

La seigneurie avait un château sur le bord de Vesle. Lors de son arrivée à Reims pour être sacré, le roi Henri II s’arrêta en début d'après-midi pour se rafraîchir en la maison de Muire le 27 juillet 1547. Le 14 octobre (de quelle année ?), Louis XIII s’arrêtait à Muison, deux lieux de Reims près la Vesle.  

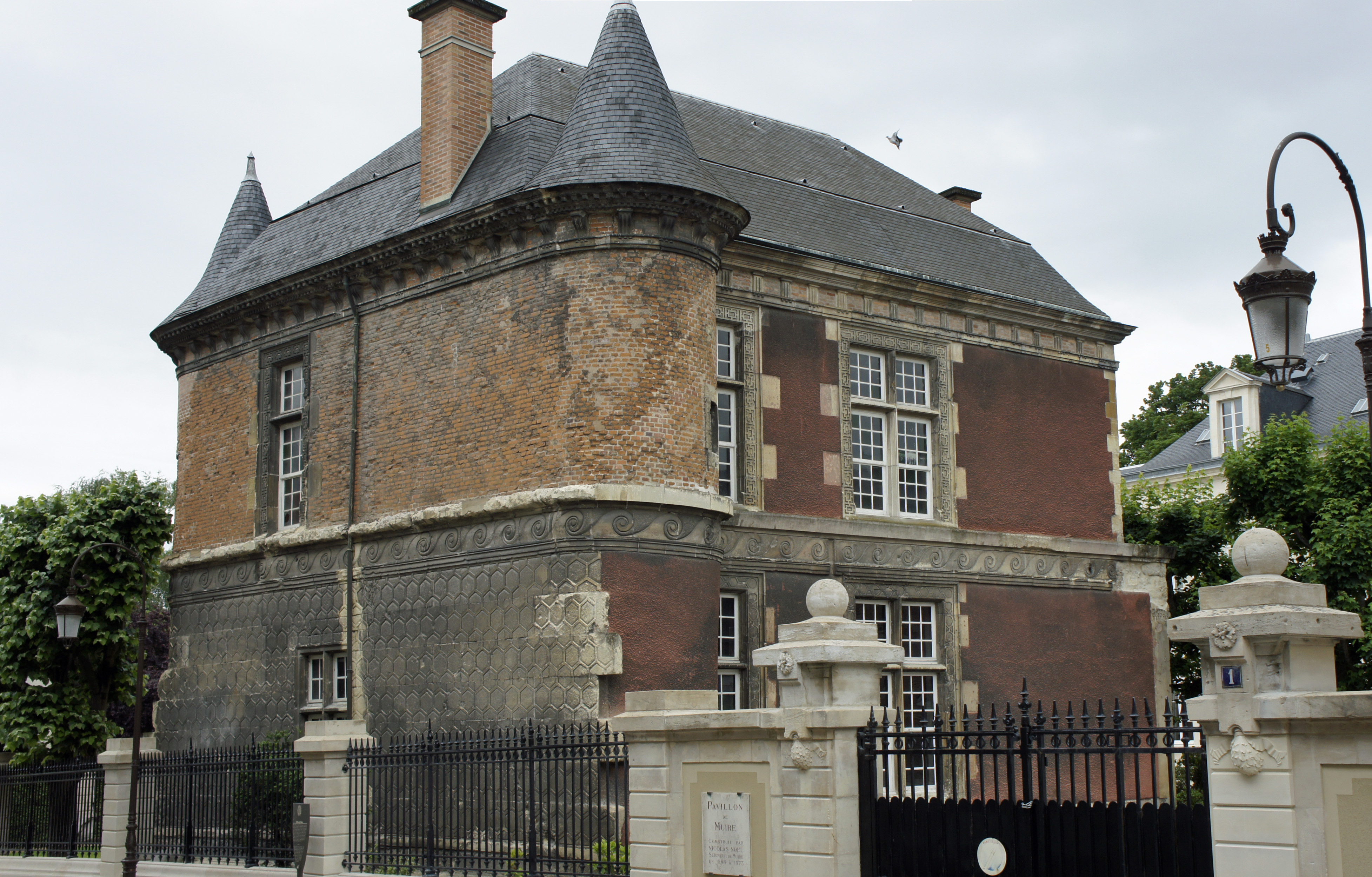
La maison de ville dans le quartier du Temple de Reims.

La seigneurie avait une chapelle dédiée à Ste-Geneviève et elle se trouvait sur la colline éponyme, elle fut supprimée en 1780. En la ville de Reims, les seigneurs de Muire possédaient plusieurs maisons en particulier le Pavillon de Muire.

## Localisation
La seigneurie se confond avec le ruisseau éponyme qui prend sa source à Bezannes avant de se jeter dans la Vesle, il a longtemps servi de frontière entre les villes de Reims et Tinqueux. Le titre apparaît la première fois sur un acte de 1187 qui nous donne tant son ancienneté que le fait qu'elle relevait de l'hommage à l'évêque.

## Actuellement

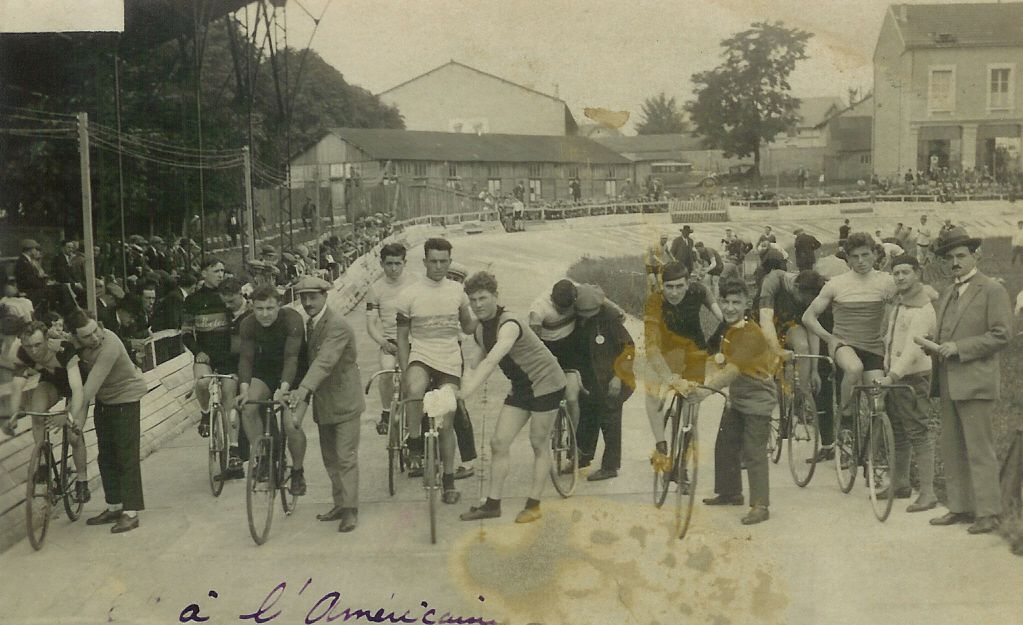
Vélodrome de la Haubette en 1927.
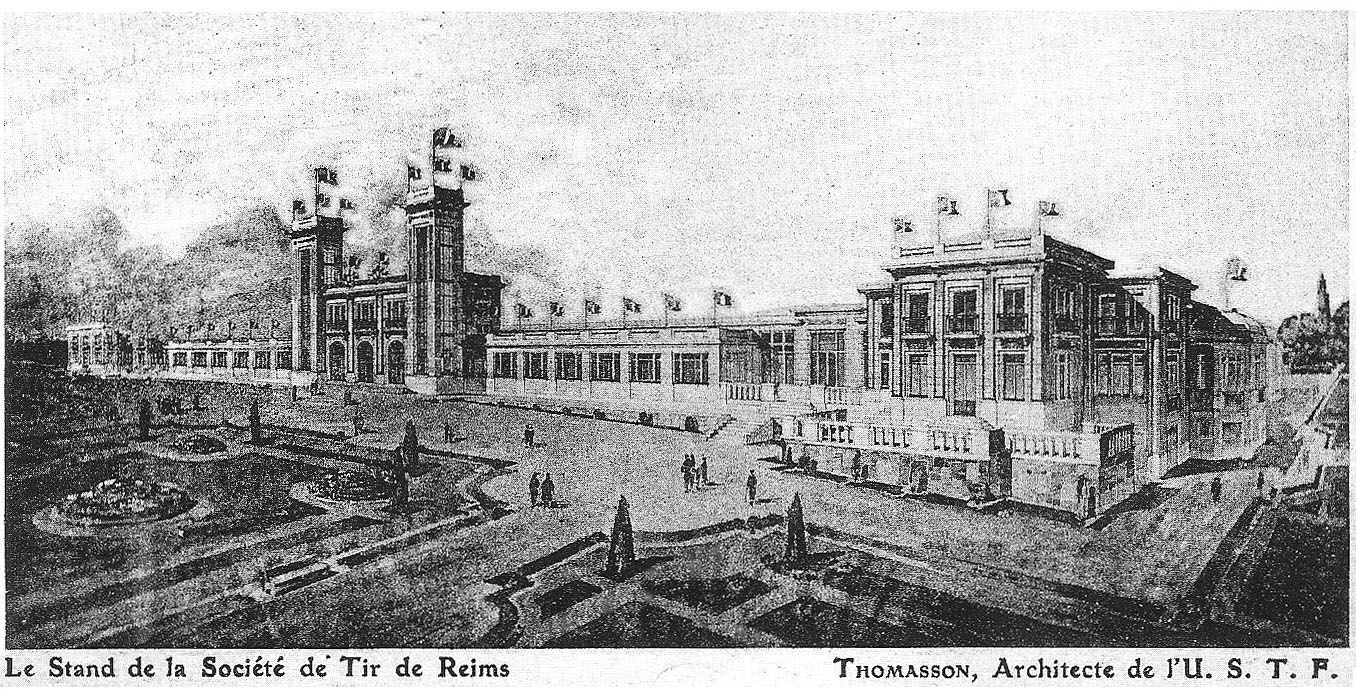
Bâtiment de la société de tir en 1924.
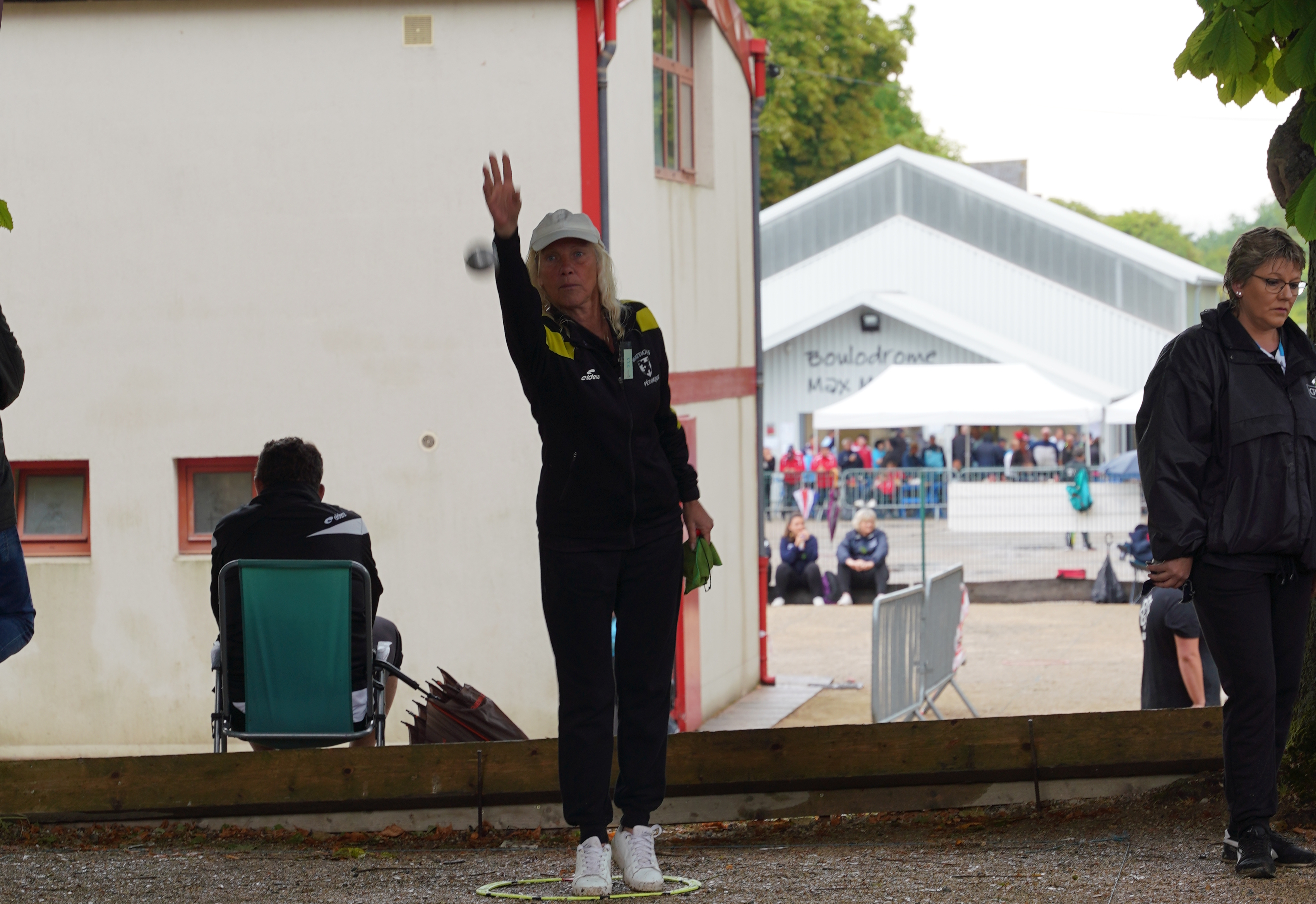
Boulodrome en 2022.

La Maison de Muire a disparu en 1800. La trace la plus connue est le pavillon de Reims, il subsiste des lieux dits ou commerces qui utilisent encore Muire dans leur nom. Au XIXe siècle, le bal du pont de Muire, ou l'auberge de la Basse-Muire. Puis des usines se sont installées sur cette terre, la bouchonnerie Cama, la fabrique de cierges Didier, la Brasserie de la Marne, la phototypie Bienaimé...pour être aujourd'hui un quartier qui s'urbanise encore. La terre a une gloire sportive, en 1894 avec la construction d'un vélodrome, le vélodrome de la Haubette, en 1895 le premier Grand prix de Reims fut organisé par le bicycle-club rémois. C'est aussi là que s'est installée la société de tir et son stand qui a accueilli les épreuves de tir des Jeux olympiques de Paris de 1924. Le parc de la Muire accueil des clubs sportifs, football, tennis...